# Futebol Clube Paços de Ferreira
El F. C. Paços de Ferreira es un club de fútbol de la ciudad portuguesa de Paços de Ferreira, en el distrito de Oporto. Fundado el 5 de abril de 1950, es uno de los equipos históricos del fútbol portugués, con 20 temporadas en Primera División. A partir de la temporada 2023-24 juega en la Segunda Liga, la segunda categoría del Fútbol en Portugal.
Fue subcampeón de la Copa de Portugal en 2008/09, de la Supercopa de Portugal del 2009, y de la Copa de la Liga en 2010/11. Participó en la Liga de Campeones en la temporada 2013/14 y en la Liga Europa por tres veces (2007/08, 2008/10 y 2013/14). Fue tercero en la Primera División de 2012/13 y campeón de Segunda División por tres veces (1990/91, 1999/00, 2000/01).

## Historia
El actual F. C. Paços de Ferreira fue fundado el 5 de abril de 1950 sobre las bases de un equipo amateur, el Sport Club Pacense, con origen en la década de 1930. La entidad permaneció en las categorías regionales del distrito de Oporto y en 1974/75 debutaría en Segunda División, permaneciendo allí 17 temporadas hasta que en 1990/91 se proclamó campeona de la Liga de Honra.
La Primera División duró tres cursos, desde 1991/92 hasta 1993/94. El Paços no regresaría a la máxima categoría hasta el año 2000/01, y desde entonces centró sus esfuerzos en consolidarse dentro del fútbol luso con una plantilla de bajo coste. Gracias al sexto puesto de 2006/07 pudo debutar en una competición internacional, la Copa de la UEFA 2007/08. Aunque ese mismo año terminó penúltimo y estuvo a punto de bajar, la entidad pudo salvarse gracias al descenso administrativo del Boavista F. C.
El Paços de Ferreira llegó a la final de la Copa de Portugal de 2009, en la que fueron derrotados por sus vecinos del F. C. Oporto. De igual modo, perdieron la Supercopa de Portugal frente al mismo rival.
La mejor temporada en la historia de la entidad tuvo lugar en 2012/13. Bajo las órdenes de Paulo Fonseca, y con el presupuesto más bajo de la categoría, los «castores» finalizaron terceros en liga, llegaron hasta semifinales en Copa y pudieron disputar la clasificatoria de la Liga de Campeones 2013/14, si bien el Zenit ruso les apeó hacia la Liga Europa.

## Estadio
El Paços de Ferreira disputa sus partidos como local en el Estadio Capital do Móvel, con aforo para 9.076 espectadores. Desde su inauguración en 1973 ha sido remodelado dos veces: en 2000, con motivo del ascenso a Primera División, y en 2013, para poder albergar encuentros de competiciones europeas.

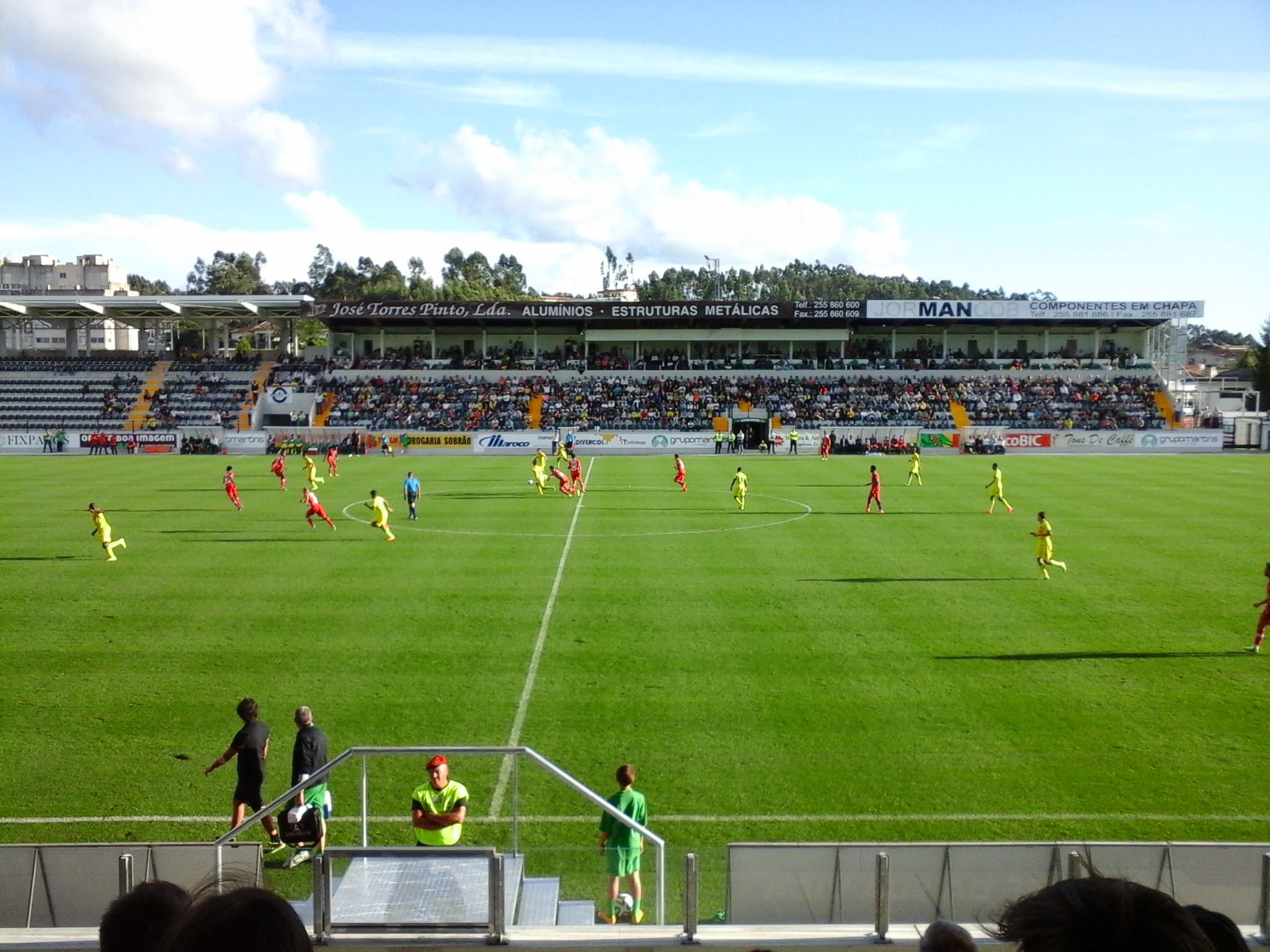
Estadio Capital do Móvel

En la ronda previa de la Liga de Campeones 2013/14, el equipo tuvo que jugar como local en el Estadio do Dragão de Oporto.

## Estadísticas
- Temporadas en la Primera División de Portugal: 20
- Temporadas en la Segunda División de Portugal: 24
- Temporadas en la Tercera División de Portugal: 1
- Participaciones en la Copa de Portugal: 45
- Participaciones en la Supercopa de Portugal: 1
- Participaciones en la Copa de Liga de Portugal: 11
- Participaciones en la Liga de Campeones de la UEFA: 1
- Participaciones en la Liga Europea de la UEFA: 3
- Participaciones en la Liga Europa Conferencia de la UEFA: 1

## Palmarés

### Campeonatos nacionales
- Segunda División de Portugal (4): 1990–91, 1999–00, 2004–05, 2018-19
- Tercera División de Portugal (1): 1973–74
- Subcampeón de la Copa de Portugal (1): 2008-09
- Subcampeón de la Supercopa de Portugal (1): 2009-10
- Subcampeón de la Copa de la Liga de Portugal (1): 2010-11
- Tercer puesto en la Primeira Liga (1): 2012/13

### Campeonatos amistosos
- Trofeo Memorial Quinocho (1): 2010.

## Participación en competiciones de la UEFA
| Competicion UEFA | Competicion UEFA              | Competicion UEFA | Competicion UEFA         | Competicion UEFA | Competicion UEFA | Competicion UEFA |
| Temporada        | Competición                   | Ronda            | Club                     | Ida              | Vuelta           | Global           |
| ---------------- | ----------------------------- | ---------------- | ------------------------ | ---------------- | ---------------- | ---------------- |
| 2007–08          | Copa de la UEFA               | Primera ronda    | AZ Alkmaar               | 0–1              | 0–0              | 0–1              |
| 2009–10          | UEFA Europa League            | Segunda ronda    | Zimbru Chişinău          | 0–0              | 1–0              | 1–0              |
| 2009–10          | UEFA Europa League            | Tercera ronda    | Bnei Yehuda              | 0–1              | 0–1              | 0–2              |
| 2013–14          | UEFA Champions League         | Play-off         | Zenit de San Petersburgo | 1–4              | 2–4              | 3–8              |
| 2013–14          | UEFA Europa League            | Fase de grupos   | Fiorentina               | 0–0              | 0–3              | 3° lugar         |
| 2013–14          | UEFA Europa League            | Fase de grupos   | Dnipro Dnipropetrovsk    | 0–2              | 0–2              | 3° lugar         |
| 2013–14          | UEFA Europa League            | Fase de grupos   | Pandurii Târgu Jiu       | 1–1              | 0–0              | 3° lugar         |
| 2021–22          | UEFA Europa Conference League | Tercera Ronda    | Larne                    | 4–0              | 0–1              | 4–1              |
| 2021–22          | UEFA Europa Conference League | Cuarta Ronda     | Tottenham Hotspur        | 1–0              | 0–3              | 1–3              |